# Fotogramas de Plata 2010
La 61a cerimònia de lliurament dels Fotogramas de Plata 2010, lliurats per la revista espanyola especialitzada en cinema Fotogramas, va tenir lloc el 14 de març de 2011 a la discoteca Joy Eslava de Madrid. Fou presentada per Anabel Alonso.

## Candidatures

### Millor pel·lícula espanyola
| Pel·lícula | Director          | Resultat   |
| ---------- | ----------------- | ---------- |
| Pa negre   | Agustí Villaronga | Guanyadora |

### Millor pel·lícula estrangera
| Pel·lícula                 | Director                      | Resultat   |
| -------------------------- | ----------------------------- | ---------- |
| La xarxa social Un profeta | David Fincher Jacques Audiard | Guanyadora |

### Tota una vida
| Intèrpret    | Resultat   |
| ------------ | ---------- |
| Carlos Saura | Guanyadora |

### Millor actriu de cinema
| actriu       | Pel·lícula             | Resultat   |
| ------------ | ---------------------- | ---------- |
| Elena Anaya  | Habitación en Roma     | Guanyadora |
| Carmen Machi | Que se mueran los feos | Candidata  |
| Belén Rueda  | Els ulls de la Júlia   | Candidata  |

### Millor actor de cinema
| Actor         | Pel·lícula                 | Resultat  |
| ------------- | -------------------------- | --------- |
| Carlos Areces | Balada triste de trompeta  | Candidat  |
| Javier Bardem | Biutiful                   | Guanyador |
| Mario Casas   | Tres metros sobre el cielo | Candidat  |

### Millor actor de televisió
| Actor             | Sèrie de televisió | Resultat  |
| ----------------- | ------------------ | --------- |
| Gonzalo de Castro | Doctor Mateo       | Guanyador |
| Lluís Homar       | Hispania           | Candidat  |
| David Janer       | Águila Roja        | Candidat  |

### Millor actriu de televisió
| Actriu          | Sèrie de televisió | Resultat   |
| --------------- | ------------------ | ---------- |
| Miryam Gallego  | Águila Roja        | Candidata  |
| Blanca Suárez   | El internado       | Guanyadora |
| Natalia Verbeke | Doctor Mateo       | Candidata  |

### Millor actriu de teatre
| Actriu          | Muntatge                 | Resultat   |
| --------------- | ------------------------ | ---------- |
| Malena Alterio  | Madre Coraje y sus hijos | Guanyadora |
| María Castro    | La ratonera              | Candidata  |
| Manuela Velasco | Todos eran mis hijos     | Candidata  |

### Millor actor de teatre
| Actor/Companyia | Muntatge                 | Resultat  |
| --------------- | ------------------------ | --------- |
| Javier Cámara   | Realidad                 | Candidat  |
| Luis Merlo      | Tócala otra vez, Sam     | Guanyador |
| Fernando Tejero | Piedras en los bolsillos | Candidat  |

### Intèrpret més buscat a www.fotogramas.es
| Intèrpret          | Resultat  |
| ------------------ | --------- |
| Alberto Ammann     | Candidat  |
| Juan José Ballesta | Candidat  |
| Mario Casas        | Guanyador |